# Campeonato Europeo de Vóley Playa de 1999
El VII Campeonato Europeo de Vóley Playa se celebró en Palma de Mallorca (España) entre el 26 y el 29 de agosto de 1999 bajo la organización de la Confederación Europea de Voleibol (CEV) y la Real Federación Española de Voleibol.

## Medallistas
| Evento    | Oro                                          | Plata                                        | Bronce                                           |
| --------- | -------------------------------------------- | -------------------------------------------- | ------------------------------------------------ |
| Masculino | Paul Laciga · Martin Laciga · Suiza          | Javier Bosma · Fabio Díez Steinaker · España | Jan Kvalheim · Bjørn Maaseide · Noruega          |
| Femenino  | Laura Bruschini · Annamaria Solazzi · Italia | Anabelle Prawerman Cécile Rigaux Francia     | Eva Celbová · Soňa Dosoudilová · República Checa |

## Medallero
| Núm. | País            | Oro | Plata | Bronce | Total |
| ---- | --------------- | --- | ----- | ------ | ----- |
| 1    | Italia          | 1   | 0     | 0      | 1     |
| 1    | Suiza           | 1   | 0     | 0      | 1     |
| 3    | España          | 0   | 1     | 0      | 1     |
| 3    | Francia         | 0   | 1     | 0      | 1     |
| 5    | Noruega         | 0   | 0     | 1      | 1     |
| 5    | República Checa | 0   | 0     | 1      | 1     |
|      | TOTAL           | 2   | 2     | 2      | 6     |